# Shuihudong Shuiku
Shuihudong Shuiku (kinesiska: 水胡同水库) är en reservoar i Kina. Den ligger i provinsen Hebei, i den norra delen av landet, omkring 230 kilometer öster om huvudstaden Peking. Shuihudong Shuiku ligger 395 meter över havet. Arean är 0,91 kvadratkilometer. Trakten runt Shuihudong Shuiku består i huvudsak av gräsmarker. Den sträcker sig 2,9 kilometer i nord-sydlig riktning, och 1,0 kilometer i öst-västlig riktning.
Genomsnittlig årsnederbörd är 907 millimeter. Den regnigaste månaden är juli, med i genomsnitt 230 mm nederbörd, och den torraste är januari, med 2 mm nederbörd.